# Nuotaea
Nuotaea är en ö i Kiribati.   Den ligger i örådet Abaiang och ögruppen Gilbertöarna, i den norra delen av landet, 60 km norr om huvudstaden Tarawa. Arean är 1,1 kvadratkilometer.
Terrängen på Nuotaea är mycket platt. Öns högsta punkt är 20 meter över havet. Den sträcker sig 1,0 kilometer i nord-sydlig riktning, och 5,3 kilometer i öst-västlig riktning.
Följande samhällen finns på Nuotaea:
- Nuotaea Village